# Северный поход тайпинов
Северный поход (кит. 太平天國北伐) — поход войск Тайпинского государства на Пекин во время Тайпинского восстания. Начавшийся в мае 1853 года Северный поход затянулся и не выполнил своей задачи, а войска, участвовавшие в походе, были уничтожены в начале 1855 года.
Взяв Нанкин, тайпины сделали его своей основной базой. Хотя и поздно, но они поняли свою ошибку и в мае 1853 года послали на Пекин экспедицию в составе нескольких корпусов — около 20 тысяч человек. Руководителем Северного похода стал Линь Фэнсян.

## Первый поход

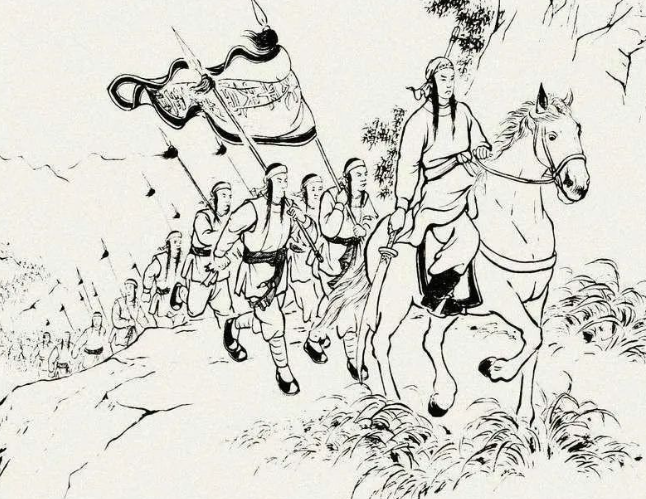
Тайпины на марше

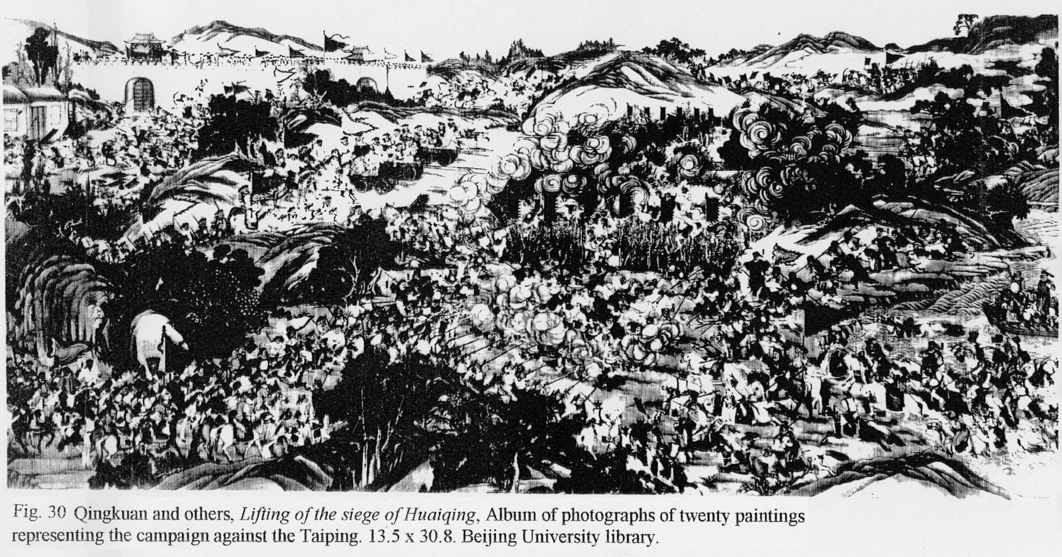
Снятие осады Хуайцина

12 мая тайпины вышли из Нанкина, перешли Янцзы и уже 15 мая разбила правительственные части под городом Люхэ, взяв этот первый пункт на пути к северу. Не задерживаясь в Люхэ, тайпины прошли в провинцию Аньхой, держа направление на город Фынъян. Вечером 28 мая тайпинская армия уже была у стен Фынъяна. Манчжурский гарнизон поспешно покинул город, не оказав сопротивления, и город был занят тайпинами. Пройдя северную часть провинции Аньхой, захватив по пути город Бочжоу, тайпины в июне вошли в провинцию Хэнань, где вскоре захватили Гуйдэ (?). 19 июня повстанцы уже осаждали крупнейший город Кайфын, столицу провинции. Город был хорошо защищен, и взять его тайпины не сумели. Они повернули на запад, прошли по долине реки Хуанхэ и пересекли ее напротив города Хуайцин. Здесь они встретили сопротивление, по силе не уступавшее кайфынской обороне, и после долгой безуспешной осады города им пришлось снова сворачивать на запад, делая лишние сотни километров.
1 сентября тайпинская армия сняла осаду Хуайцина и 4 сентября вступила на территорию провинции Шаньси, заняв Юаньцюй, лежащий на берегу Хуанхэ. Идя далее в глубь провинции, тайпины захватили города Цюйво и Фынчэн. 12 сентября тайпины взяли областной центр юга провинции Шаньси — город Циньян. Город был обнесен тремя каменными стенами, из которых внешняя простиралась на 7 км в окружности. Но тайпины преодолели все преграды и нанесли правительственным войскам жестокое поражение. Вслед за Циньяном тайпины взяли Хундун. В Шаньси тайпинам пришлось выдержать ряд серьезных боев; они находились в окружении правительственных войск. Но, обойдя противника, тайпины повернули круто на восток от Циньяна и Хундуна и вскоре взяли уездные города Туньлю и Лучэн. Отсюда они повернули на северо-восток и, взяв город Личэн, снова вошли в провинцию Хэнань, на этот раз — на её север. Оба города в этом районе — Шэсянь и Уюань — также перешли в руки тайпинов.
29 сентября тайпины вошли в столичную провинцию Чжили 30 сентября в их руках уже был Шахэ. Кратчайший путь к столице лежал через город Линьцин на Великом канале. Здесь тайпины рассчитывали захватить суда и двигаться дальше уже по каналу. Но этот путь был отрезан цинской армией. Пришлось снова идти в обход, делая лишние сотни километров. От Шахэ тайпины были вынуждены повернуть не к Великому каналу, а в сторону от него, на север. В течение первых четырех дней октября тайпины, повернув к северу от Шахэ, взяли города Жэнь, Лунпин, Босян и областной центр Шаочжоу. Продвигаясь все далее на север, тайпины заняли также Луанчэн и Гаочен. Занятие этих пунктов имело большое значение, так как отсюда тайпины свернули, наконец, к Великому каналу. Один за другим перешли в руки тайпинской армии города Цзиньчжоу и Шаньчжоу (9 октября). В Шаньчжоу повстанческие части оставались в течение 14 дней, а 22 октября двинулись дальше по направлению к Великому каналу и, заняв 25 октября города Цзяохэ и Сянь, двинулись вверх по Великому каналу, держа путь на Тяньцзинь. 28 октября тайпины уже были на расстоянии 20 английских миль от Тяньцзиня и 100 миль от Пекина. 30 октября основные силы северного похода взяли Цзинхай, а тайпинский авангард появился уже в окрестностях Тяньцзиня. Тайпинская армия хотела захватить Тяньцзинь до того, как соберется цинская армия, но столкнулась с упорным сопротивлением добровольцев и защитников города, которые разрушили дамбу Южного канала, затопив окружающую местность. Наводнение не позволило тайпинам продвинуться дальше.

## Перелом

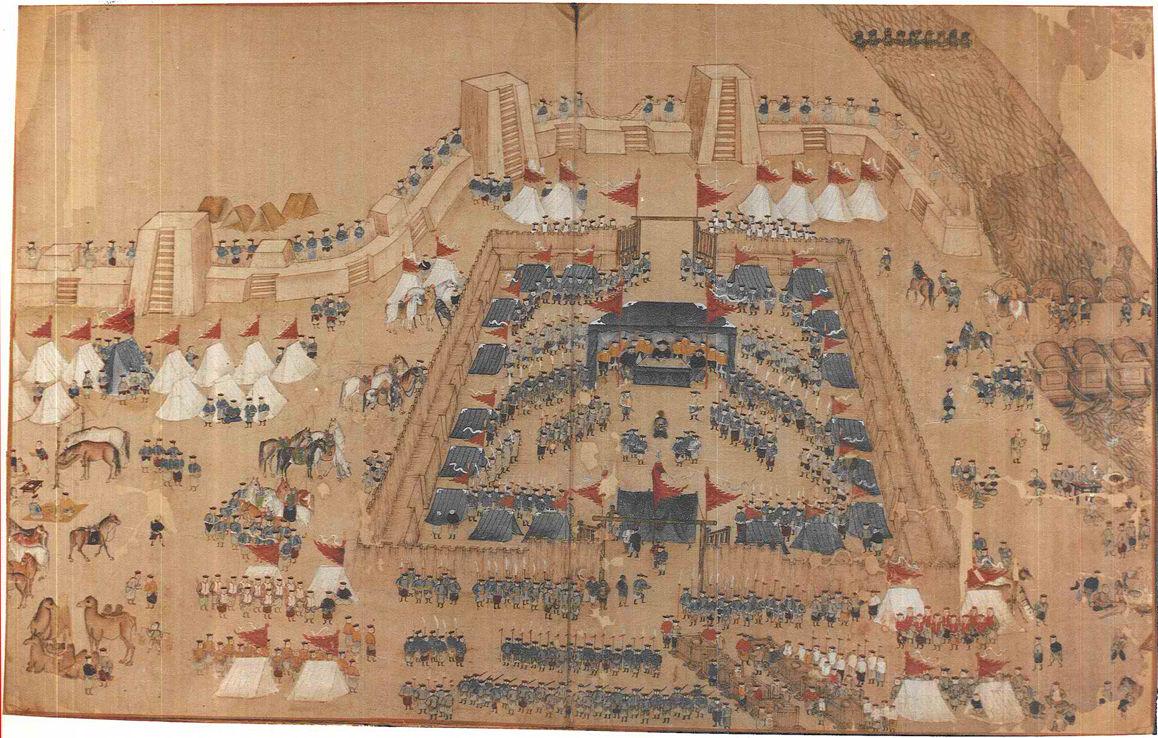
Суд над Линь Фэнсяном

Династия Цин мобилизовала свои последние силы. Не надеясь на тяньцзинский гарнизон, на восьмизнаменные и зеленознаменные армии, маньчжуры вызвали из Монголии своих давних союзников — монголов. Монгольская конница наводнила район Тяньцзиня, защищая эту последнюю крепость на пути к Пекину. 
Тайпинская армия засела в Цзинхае, ожидая подкреплений, так как с имеющимися у него силами Линь Фэнсян не мог овладеть Тяньцзинем. Маньчжуры и монголы перешли от обороны к наступлению, осадив Цзинхай. Тайпины испытывали огромные трудности, будучи отрезаны от всего внешнего мира, находясь в чужой, незнакомой обстановке, не понимая даже языка северных китайцев. Тайпины-южане, не привыкшие к холодным зимам на севере, страдали от холода и голода. Больше двух месяцев длилась осада Цзинхая. Инициатива перешла к маньчжурам. В январе 1854 года тайпины вырвались из осады и покинули Цзинхай, с боями отступая к югу. Линь Фэнсян, командир Северного похода, попал в плен, был отвезен в Пекин и здесь казнен.
Оставив Цзинхай, тайпины заняли позиции к северу от города Сянь. Однако повстанцы не оставляли мысли достигнуть Пекина с помощью посланного к ним подкрепления. В Сяне тайпины находились до 7 марта, после чего, теснимые противником, они вынуждены были отступить еще южнее. 10 марта они вступили в Фучэн в южной части провинции Чжили (сейчас Хэбей), почти на границе с Шаньдуном.

## Поход подкрепления
Помощь была послана тайпинами лишь в ноябре 1853 года, когда армия Линь Фэнсяна уже была осаждена маньчжурами и монголами в Цзинхае. Тайпинское правительство послало из Аньцина на север в качестве подкрепления более 30 000 человек под командованием Хуан Шэнцая, Ся Гуаня и Цзэн Личана. Повстанцы няньцзюни присоединились к походу. 2 марта войска подкрепления прибыли к Линьцину, расположенному на Великом канале, и после двухнедельной осады захватили его. 
Новость о том, что тайпинские подкрепления захватили Линьцин, достигла Фучэна. Солдаты Северного похода были воодушевлены. Эти два города находились на расстоянии 200 миль друг от друга, и возникла возможность объединить силы. В свою очередь, император Сяньфэн приказал своим генералам направить войска для возвращения города. 
У тайпинов в Линьцине не хватало продовольствия и не было возможности его доставить, поэтому началось недовольство в войсках и отказы выполнять приказы. Руководство армией не смогло восстановить дисциплину. Кроме того, няньцзюни, ранее поддерживавшие повстанцев, стали покидать их армию. Столкнувшись с превосходящими силами подходивших цинских войск, тайпины не осмелились сражаться и в ночь на 24 марта начали отступление на юг, а затем отошла в направлении города Циншуй, преследуемые противником. Попытка подкрепления войск Северного похода закончилась неудачей. 

## Катастрофа
За год, прошедший после того как тайпины обосновались в Нанкине, династия Цин достаточно укрепилась, чтобы отстоять север страны. Под давлением превосходящих по численности войск маньчжуров, преследуемые монгольской конницей, тайпины были вынуждены отступить к югу через провинцию Шаньдун. Северный поход потерпел поражение. Армия тайпинов — остатки войск Линь Фэнсяна и корпус Ли Кайфана — возвращалась тем же путем, по которому год назад шли на север. После очередного прорыва из окружения им в мае удалось укрепиться в Ляньчжэне. После десятимесячной осады изнурённые голодом войска Линь Фэнсяна в марте 1855 года почти все погибли во время штурма Ляньчжэня, а их командующий был взят в плен и позже казнён. Прорвавшийся ранее из окружения в Гаотане отряд Ли Кайфана снова попал в окружение в Фэнгуантуне и в мае также капитулировал. Ли Кайфан также был казнён.
После поражения Северного похода тайпины закрепились в бассейне Янцзы, не пытаясь более завоевать Пекин и изгнать маньчжуров из всего Китая.